# 장필리프 에코피
장필리프 에코피(프랑스어: Jean-Philippe Écoffey, 1959년 7월 8일 ~ )는 스위스의 배우이다. 보주 로잔에서 태어났다.

## 영화
- 어머니와 딸 (2009년)
- 나의 아버지처럼 (2007년)
- 잠수종과 나비 (2007년)
- 라파예트 (2006년)
- 차가운 샤워 (2005년)
- 나 세자르, 10살 반, 1미터 39 (2003년)
- 스노우보더 (2003년)
- 원스 어폰 엔젤 (2002년)
- 더티 프리티 씽 (2002년)
- 렘브란트 (1999년)
- 나의 장미빛 인생 (1997년) - 피에르 역
- 라빠르망 (1996년) - 루시엔 역
- 여인들 (1995년)
- 미나 타넨바움 (1994년)
- 여왕 마고 (1994년)
- 헨리밀러의 북회귀선 (1990년)
- 겨울의 아이 (1989년)
- 더 포제스드 (1988년)
- 포커 (1986년)
- 무인지대 (1985년)
- 귀여운 반항아 (1985년) - 진 역